# 조지 로페즈
조지 로페즈(George Lopez, 1961년 4월 23일 ~ )는 미국의 개그맨, 배우이다.

## 출연 작품

### 영화
- 발렌타인 데이 - 알폰소 역
- 개구쟁이 스머프2
- 노 맨스 랜드 - 라미레즈 역